# This Is Christmas (album Luther Vandross)
This Is Christmas è un album natalizio del cantante statunitense Luther Vandross, pubblicato nel 1995 dalla Epic Records e dalla Sony Music.

## Descrizione
L'album, che prende il nome dall'omonimo brano (composto dallo stesso Vandross in collaborazione con Reed Vertelney e ripreso in varie compilation natalizie), contiene sei brani inediti (che vedono sempre Vandross tra gli autori) e quattro "classici" come My Favorite Things (non propriamente una canzone natalizia, ma spesso inclusa in vari album natalizi), Have Yourself a Merry Little Christmas, Please Come Home for Christmas e O Come All Ye Faihtfull (versione inglese di Adeste fideles).

## Tracce
1. With a Christmas Heart
2. This Is Christmas
3. The Mistletoe Jam (Everybody Kiss Somebody)
4. Every Year, Every Christmas
5. My Favorite Things
6. Have Yourself a Merry Little Christmas
7. I Listen to the Bells (con Darlene Love)
8. Please Come Home for Christmas
9. A Kiss for Christmas
10. O' Come All Ye Faithful